# 同じ釜の飯を食う
| ウィキペディアには「同じ釜の飯を食う」という見出しの百科事典記事はありません（タイトルに「同じ釜の飯を食う」を含むページの一覧/「同じ釜の飯を食う」で始まるページの一覧）。 代わりにウィクショナリーのページ「同じ釜の飯を食う」が役に立つかもしれません。 |